# Oliarus latipennis
Oliarus latipennis är en insektsart som beskrevs av Jacobi 1928. Oliarus latipennis ingår i släktet Oliarus och familjen kilstritar. Inga underarter finns listade i Catalogue of Life.